# Radiorama Stereo
Radiorama es una emisora de radio de Venezuela con base en Caracas en el dial 103.3 que pertenece al Circuito Stereo. Radiorama fue fundada el 14 de diciembre de 1988, se caracteriza por transmitir música en español las 24 horas con breves programas de información y educación, entre los que destacan Reflexiones, Resumen de Loterías, Programa de Fin de Año y Enciclopedia Popular, entre otros.
Cabe destacar que hasta 1993 se hacía llamar La FM Mundial al aliarse con Radio Cadena Mundial. 